# Charles Pearson, Lord Pearson
Charles John Pearson, Lord Pearson, Kt, PC, QC (* 6. November 1843 in Midlothian; † 15. August 1910 in Edinburgh) war ein britischer Jurist und Politiker der Conservative Party, der unter anderem zwischen 1890 und 1896 Mitglied des Unterhauses (House of Commons) sowie von 1891 bis 1892 und erneut zwischen 1895 und 1896 als Lord Advocate Chefjustiziar der schottischen Exekutive und der Krone in Schottland für Zivil- und Strafrecht war. Er war zudem als Senator of the College of Justice Richter am Obersten Zivilgericht (Court of Session) des College of Justice, der Obersten Gerichte von Schottland.

## Leben
Charles John Pearson, Sohn des Wirtschaftsprüfers Charles Pearson, begann nach dem Besuch der Edinburgh Academy ein Studium an der University of St Andrews und am Corpus Christi College der University of Oxford, welches er 1865 mit einem Bachelor of Arts (B.A.) mit Auszeichnung beendete. Ein darauf folgendes Studium der Rechtswissenschaften an der University of Edinburgh schloss er mit einem Master of Arts (M.A.) und erwarb zudem einen Doktor der Rechte (LL.D.). Er erhielt am 10. Juni 1870 als Barrister am Inner Temple seine anwaltliche Gerichtszulassung in England und Wales und am 19. Juli 1870 als Advocate zudem seine anwaltliche Gerichtszulassung in Schottland. Er engagierte sich als Mitglied der schottischen Aufklärungsgesellschaft The Speculative Society, deren Präsident er von 1869 bis 1871 war, sowie der Juristischen Gesellschaft (Juridical Society), als deren Bibliothekar er zwischen 1872 und 1873 fungierte. Für seine Verdienste wurde er am 12. September 1887 als Knight Bachelor (Kt) nobilitiert, wodurch er fortan das Prädikat „Sir“ führte.
Nach der Ernennung des bisherigen Wahlkreisinhabers Moir Tod Stormonth Darling zum Senator of the College of Justice wurde Pearson bei der dadurch bedingten Nachwahl (By-election) am 12. November 1890 im Wahlkreis Edinburgh and St Andrews Universities zum Mitglied des Unterhauses (House of Commons) gewählt und gehörte diesem nach seinen Wiederwahlen bei den Unterhauswahlen 1892 sowie 1895 bis zu seinem Mandatsverzicht am 12. Mai 1896 an, woraufhin William Overend Priestley am 12. Mai 1896 neuer Abgeordneter für diesen Wahlkreis wurde. Für seine anwaltlichen Verdienste wurde er des Weiteren zum Kronanwalt (Queen’s Counsel) ernannt.

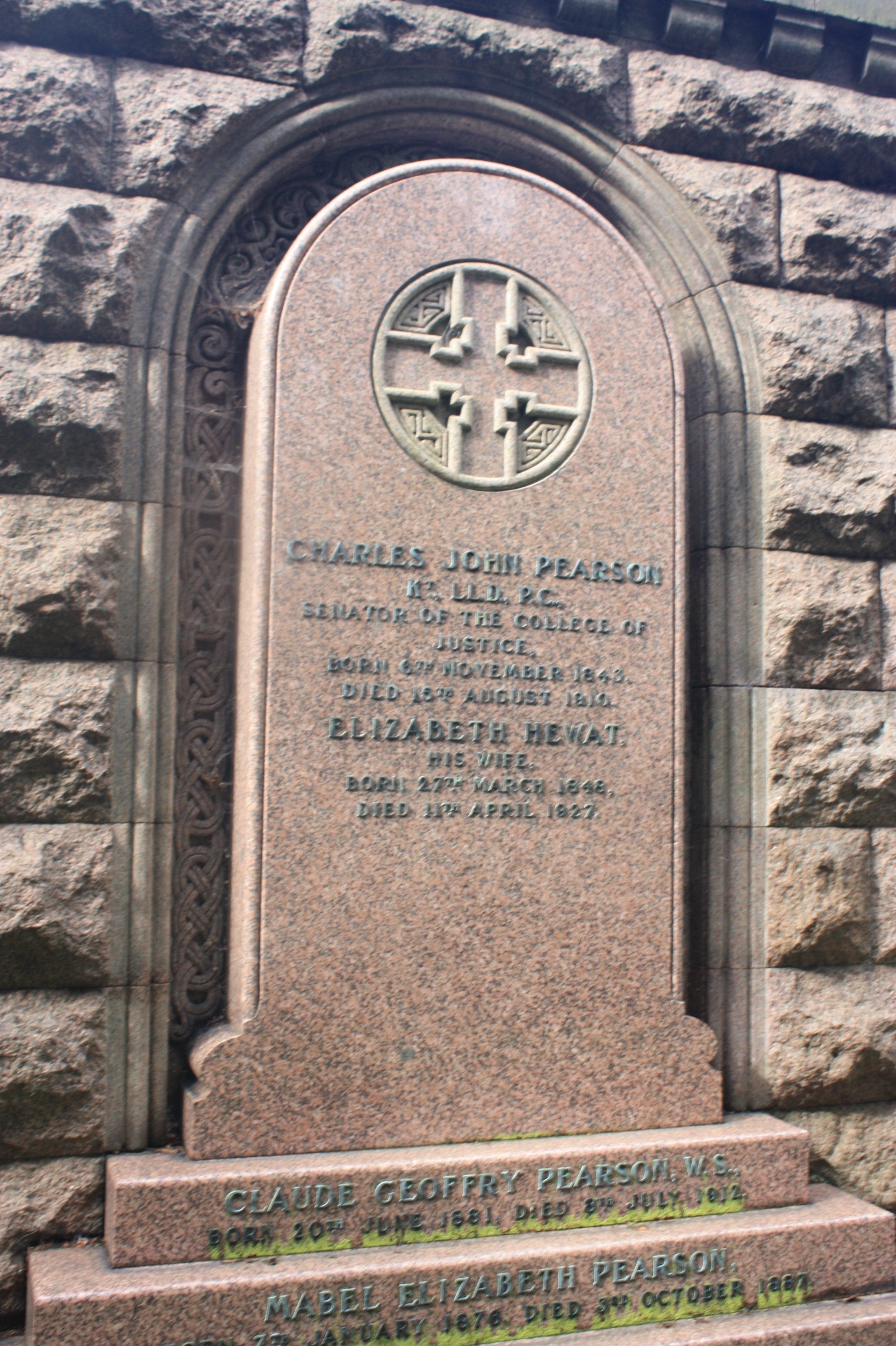
Grabstein von Charles Pearson, Lord Pearson, auf dem Dean Cemetery, Edinburgh.

Als Nachfolger von Moir Tod Stormonth Darling übernahm Sir Charles Pearson am 31. Oktober 1890 im Kabinett Salisbury II zudem den Posten als Solicitor General for Scotland und war damit bis zu seiner Ablösung durch Andrew Murray am 1. Oktober 1891 einer der Law Officers der Krone in Schottland und Stellvertreter des Lord Advocate. Im Zuge einer Umbildung des zweiten Kabinetts Salisbury wurde er am 1. Oktober 1891 als Nachfolger von James Robertson als Lord Advocate selbst Chefjustiziar der schottischen Exekutive und der Krone in Schottland für Zivil- und Strafrecht und hatte dieses Amt bis zum Ende der Amtszeit des zweiten Kabinetts Salisbury am 15. August 1892 inne. Zugleich wurde er 1891 zum Mitglied des Privy Council (PC) ernannt.
Am 11. Juli 1895 wurde Pearson im Kabinett Salisbury III abermals Lord Advocate und übte dieses Amt bis zu seiner erneuten Ablösung durch den bisherigen Solicitor General for Scotland Andrew Murray am 14. Mai 1896. Nach seinem Ausscheiden aus Regierung und Parlament wurde er 1896 Nachfolger von Andrew Rutherfurd-Clark, Lord Rutherfurd-Clark als Senator of the College of Justice Richter am Obersten Zivilgericht (Court of Session) des College of Justice, der Obersten Gerichte von Schottland, und trug als solcher den Höflichkeitstitel Lord Pearson, ehe er dieses Richteramt aus gesundheitlichen Gründen 1909 aufgab. Aus seiner 1873 geschlossenen Ehe mit Elizabeth Hewat gingen drei Söhne hervor. Nach seinem Tod wurde er auf dem Dean Cemetery in Edinburgh beigesetzt.